# 蒼樹うめ
蒼樹 うめ（あおき うめ、8月3日 - ）は、日本の漫画家・イラストレーター・同人作家。女性。兵庫県出身、福岡県育ち。武蔵野美術大学造形学部デザイン情報学科出身。主に4コマ漫画を執筆。
名の由来についてはとらのあなのインタビューで漠然と答えている。「うめ先生」の他に「うめてんてー」や「ウメス」と呼ばれている。別名義として「Magica Quartet」がある。
ねこねこソフトの公式サイトでは、同ブランドによる作品『サナララ』で原画を担当した“双子の姉”の「藤宮アプリ」がいるとしていた。

## 経歴
兵庫県で生まれ、3〜4歳の頃まで大阪府豊中市で、小学5年生まで福岡県で過ごし、その後東京に移り住んでいる。
小学2年生の頃から漫画に興味を持ち始め、小学3年生の頃には漫画家を志していた。中学生の頃に同人活動を開始、中学3年生のときに初めての同人誌を5冊作り、近くの小さい即売会で発表、売れた3冊のうち2冊は友人達に買ってもらったと本人は語っている。その後も同人活動を続け、高校時代にコミックマーケットで発表した本は700冊売れるようになるなど、人気同人作家となっていった。
高校3年生の時に漫画の専門学校を志していたものの、もっと広い世界を見たいということで美大進学へと進路を変え浪人を決意、1年浪人の後に武蔵野美術大学のデザイン情報科へ進学した。
大学進学後、デザインなどを学びながら、漫画の創作活動にも取り組む。在学中、知人がPCゲームブランド（ねこねこソフト）を設立したときに説明書のイラストを頼まれ、同社のWeb4コマや広報イラストの仕事を受け持つようになる。その後まんがタイムきららの編集部がスカウト、まんがタイムきららキャラットにて代表作『ひだまりスケッチ』の連載を開始し、同作は数回のアニメ化もされている。
その後ドラゴンエイジピュアで『てつなぎこおに。』、まんがタイムきららカリノで『マドの向こう側』を連載しているほか、2011年には、テレビアニメ『魔法少女まどか☆マギカ』のキャラクター原案を担当している。
2015年10月には自身初の個展を上野の森美術館で開催した。

## 人物
丸っこい顔のタレ目キャラを得意とし、またギャグ顔として顔を上下に潰し、頬の下とアゴがほぼ一直線になり、目が縦長で小さくなる「へちょ顔」が特徴。
代表作『ひだまりスケッチ』が2007年にテレビアニメ化された時には、自身も「うめ先生」役として出演、キャラクターソングも担当した。また、Webラジオ『ひだまりラジオ』第6回にゲスト出演し、続く第2シリーズ『ひだまりラジオ×365』には準レギュラーとして番組内コーナー「屋根の上のウメス」に出演している。ただし、同番組内での肩書きは漫画家や声優ではなく、「マルチタレント」や「神」とされている。2013年3月3日、日本武道館で行われた同作品のイベント「超ひだまつり in 日本武道館」において、ソロ曲を歌った。日本武道館で歌を披露した漫画家としては『テニスの王子様』の作者、許斐剛に次ぐ2人目である。

## 主な作品

### 漫画
- ひだまりスケッチ（芳文社『まんがタイムきららキャラット』2004年4月号 - 連載中）
- マドの向こう側（芳文社『まんがタイムきららカリノ』）
- 諸葛瑾（ねこねこソフト公式サイト内、他作家と交代で担当）
- 香澄町3丁目一区（とらのあな『IZUMI』）
- 笑顔ふたつ（スクウェア・エニックス『月刊ガンガンWING』2005年7月号付録）
- てつなぎこおに。（富士見書房『ドラゴンエイジピュア』）
- あ!にばーさりー（アスキー・メディアワークス『あずまんが大王』10周年記念ムック『大阪万博』所収）
- 少女ファイト4コマ!（講談社『少女ファイト』（日本橋ヨヲコ著）第7巻特装版同梱冊子『少年ファイト』所収）
- 微熱空間（2014年 - 、白泉社『楽園 Le Paradis』14号 - 連載中）

### デザイン
- 魔法少女まどか☆マギカ（キャラクター原案） - 第1-2話〈BD/DVD第1巻収録版〉・第9話〈BD/DVD第5巻収録版〉エンディングイラスト、第12話エンドカードイラスト、BD/DVD付属ブックレット4コマ漫画も担当。
  - 劇場版 魔法少女まどか☆マギカ [前編] 始まりの物語（キャラクター原案）
  - 劇場版 魔法少女まどか☆マギカ [後編] 永遠の物語（キャラクター原案）
  - 劇場版 魔法少女まどか☆マギカ [新編] 叛逆の物語（キャラクター原案）
  - 劇場版 魔法少女まどか☆マギカ〈ワルプルギスの廻天〉（キャラクター原案[12]）
  - マギアレコード 魔法少女まどか☆マギカ外伝（キャラクター原案） - 期間限定イベント「アラカルトバレンタイン〜みんなの気持ちの届け方〜」『環いろは編』『二葉さな編』『十咎ももこ編』シナリオ、テレビアニメ版第1期第13話エンドカードイラストも担当。
- リスアニ! TV番組キャラクター「アニーちゃん・リス」キャラクターデザイン
- きららファンタジア（キャラクターデザイン、監修）

### イラスト

#### アニメ
以下は原作・原案以外の作品
- ドージンワーク（第11話予告）
- ef - a tale of memories.（第9話予告）
- 俗・さよなら絶望先生（第12話エンドカード）
- かんなぎ（第5話エンディング）
- まりあ†ほりっく（第7話エンドカード）
- 夏のあらし! 〜春夏冬中〜（第9話エンドカード）
- 俺の妹がこんなに可愛いわけがない（第6話エンディング）
- 偽物語（第7話提供バック）
- パパのいうことを聞きなさい!（第9話エンドカード）
- ニセコイ（第14話提供バック）
- 彼女がフラグをおられたら（第11話エンドカード）
- 幸腹グラフィティ（第11話提供バック）
- 3月のライオン（第18話エンドカード）

#### その他
- 練馬産業大学落語研究会『ヲタク落語』第四集〜第七集 CDジャケット
- 『かんなぎ』第5巻 コラボレーションピンナップ
- コミックマーケット75カタログ表紙イラスト
- 『YAGアニメラボ』ノベルティステッカーデザイン
- TORANOANA CHRONICLE 2006 SIDE:A
- 『にょろーん ちゅるやさん』単行本限定版特別小冊子ゲストイラスト
- 『つぼみ』vol.4カラーイラスト
- 明利酒類『梅酒-うめ物語-』ラベル・カートンイラスト
- ClariS『コネクト』アーティストイラスト
- 「四季（春）」（ガンガンONLINE2009年3月26日）
- 「四季（冬）」（ガンガンONLINE2009年11月19日）
- コミックマーケット82森林保護募金告知ポスターイラスト

## 同人活動
「apricot+」という同人サークルを主宰。
以前はMATSUDA98との合同サークル「梅松」の他に、「postpigieon」というサークルで活動していた。
また、コミックマーケット75（2008年12月）ではカタログの表紙イラスト（冊子版・CD版両方共）を、同82（2012年8月）では森林保護募金の案内ポスターのイラストを、それぞれ担当している。

## 上記以外の活動

### 声の出演
- アニメ
  - ひだまりスケッチ（うめ先生）
  - ひだまりスケッチ特別編（うめ先生、美術教師）
  - ひだまりスケッチ×365（うめ先生）
  - ひだまりスケッチ×365 特別編（うめ先生）
  - ひだまりスケッチ×☆☆☆（うめ先生）
  - ひだまりスケッチ×☆☆☆ 特別編（うめ先生）
  - ひだまりスケッチ×SP（うめ先生）
  - ひだまりスケッチ×ハニカム（うめ先生）[13]
- ドラマCD
  - ひだまりスケッチ×365 ドラマCD（うめ先生）

### 音楽
- とびきりスイッチ（『ひだまりスケッチ キャラクターミニアルバム ひだキャラ』内収録、2007年9月5日）
- TVアニメ『ひだまりスケッチ×365』キャラクターソング Vol.7 うめ先生（2009年1月21日）
- HIDAMARILAND GO LAND（2009年3月25日）
- らぼらぼとりっぷ。（2024年12月14日）

### ラジオ
- ひだまりラジオ（第6回ゲスト）
- ひだまりラジオ×365（「屋根の上のウメス」コーナーレギュラー、第12回ゲスト）
- YAGアニメラボ（第1回・第6回・第51回（2010年3月28日）電話出演、第2回スタジオゲスト）
- ひだまり楽屋裏ジオ（ランティスウェブラジオ：2009年8月22日）
- ひだまりらじお×☆☆☆（「季刊 屋根の上のウメス」コーナーレギュラー、第1回ゲスト）
- ひだまりラジオ×SP（第2回ゲスト）
- ひだまりラジオ×ハニカム（第1回、第8回、第12回ゲスト）
- ひだまりラジオ×365 リメイク
- ひだまりラジオ×ハニカム リメイク（第2回ゲスト）

### その他
- イベント出演
  - ひだまつり（2007年2月17日、SME乃木坂ビル）
  - TBSアニメフェスタ2007（2007年8月11日・8月12日、文京シビックホール）
  - 超ひだまつり（2007年11月18日、横浜BLITZ）
  - ひだまり ないと（2008年6月29日、新宿ロフトプラスワン）
  - 超ひだまつりZ（2009年4月5日、東京厚生年金会館）
  - ひだまりラジオ×☆☆☆公開録音（2009年10月10日、SME乃木坂ビル）
  - 超☆ひだまつり -2〜4時間テレビ-（2010年2月20日、パシフィコ横浜 国立大ホール）
  - アニコムラジオ公開録音in 東京国際アニメフェア（2010年3月27日、東京ビッグサイト）
  - 超ひだまつり in 日本武道館（2013年3月3日、日本武道館）
- 個展
  - 蒼樹うめ展
    - 東京：2015年10月3日 - 10月12日、上野の森美術館
    - 大阪：2016年3月19日 - 3月27日、大阪文化館・天保山
    - 新潟：2017年2月18日 - 3月20日・3月25日 - 4月23日、新潟市マンガ・アニメ情報館
    - 青森：2017年12月16日 - 2018年2月12日、青森県立美術館企画展示室